# Neo-Bechstein
Neo-Bechstein nebo též Bechstein-Siemens-Nernst-Flügel (křídlo Bechstein-Siemens-Nernst je klavír resp. křídlo s elektromechanickou tvorbou tónu.
Roku 1932 získala česká firma Petrof z Hradce Králové licenci na výrobu nástroje. Byly vyrobeny všeho všudy čtyři kusy klavírů „Neo-Petrof“. Jeden z nich je vystaven v expozici Českého muzea hudby v Praze, další se nachází v Technisches Museum Wien a roku 2007 byl restaurován a v současnosti je využíván pro koncerty.
Ladění těchto nástrojů je velmi náročné a mohou je provádět pouze vyškolení odborníci, kteří přesně znají uzpůsobení nástroje.